# Kammern im Liesingtal
Kammern im Liesingtal är en ort och kommun i Österrike. Den ligger i distriktet Leoben i förbundslandet Steiermark.
Kommunen består av elva orter (Ortschaften) (inom parentes invånarantal 1 januari 2024):

- Dirnsdorf (76)
- Glarsdorf (74)
- Kammern im Liesingtal (932)
- Leims (10)
- Liesing (66)
- Mochl (92)
- Mötschendorf (51)
- Pfaffendorf (39)
- Seiz (296)
- Sparsbach (20)
- Wolfgruben (17)